# Senèdes
Senèdes là một đô thị trong huyện Sarine thuộc bang Fribourg ở Thụy Sĩ.